# Apanage
 Denne artikel omhandler overvejende eller alene danske forhold. Hjælp gerne med at gøre artiklen mere almen.
Apanage er betegnelsen for en årlig pengeydelse (årpenge), der udbetales til eller på forordning af fyrstelige personer i visse lande.
Et tidligt apanagesystem stammer fra 1690, hvor det engelske parlament bevilgede et tilskud til Vilhelm 3. og Maria
.

## Danmark
I Danmark modtager regenten og det danske kongehus årligt en statsydelse (apanage) fra den danske regering, som skal dække udgifter til bl.a. personale, administration, vedligehold af bygninger, royale arrangementer, sikkerhed og private omkostninger (rammebeløb eller årpenge). Dette sker i henhold til Grundlovens §§ 10 og 11, og betegnes også Den Kongelige Civilliste eller blot civillisten. Ifølge Kongehusets årsberetning modtog Kongehuset i 2024 ca. 127 millioner kr. i statsydelse, mens omkostninger for året var på 133 millioner, hvor rammebeløb (årpenge) til udvalgte medlemmer af Kongehuset omfattede ca. 18 millioner kroner.
Apanagens størrelse fastlægges af Folketinget, nærmere bestemt i Lov om kong Frederik den Tiendes civilliste fra 2024. Denne lov angiver også de palæer og slotte, der hører ind under "civillisten":
- Amalienborg
- Det Gule Palæ
- En del af Christiansborg Slot
- Fredensborg Slot
- Sorgenfri Slot
- Gråsten Slot
- Jagtslottet Eremitagen

I 2015 modtog Kongehuset 112 mio. kr., hvoraf Dronning Margrethe modtog 78,4 mio. kr. i apanage; Prinsesse Benedikte 1,2 mio. kr. (1,5 %). På tidspunktet modtog (daværende) kronprins Frederik 19,3 mio. kr. og prins Joachim 3,4 mio. kr. i årpenge. Kronprinsesse Mary modtog 1,93 mio. kr. (10 %) af de årpenge, der tilfaldt kronprins Frederik.
Dronning Margrethe, prinsgemalen, prinsesse Benedikte, kronprins Frederik og kronprinsesse Mary, prins Joachim og prinsesse Marie betaler hverken registrerings- eller vægtafgift af erhvervede motorkøretøjer, indkomstskat eller moms. Dog er de underlagt de almindelige regler for betaling af arve- og gaveafgift samt ejendomsskatter. 
Prins Joachims tidligere hustru, grevinde Alexandra modtog årpenge fra staten – i alt 2,1 millioner.[kilde mangler] Derudover modtog grev Ingolf 1,5 millioner kroner.[kilde mangler] Hverken Alexandra eller greven indgik i arvefølgen til den danske trone.
Den 23. juni 2017 kom det frem, at grevinde Alexandra, som den første nogensinde, valgte at frasige sig sin apanage. Dette fik virkning fra den 22. juli 2020, da hendes yngste søn, Prins Felix, fyldte 18 år.

### 2024
Ifølge Kongehusets årsberetning for 2024 modtog Kongehuset ca. 127 millioner kr. i statsydelse, mens omkostninger for året var på 133 millioner, hvor rammebeløb (årpenge) til udvalgte medlemmer af Kongehuset omfattede ca. 18 millioner kroner.
Den 30. maj 2024 vedtog Folketinget ved et flertal at øge apanagen fra 126,5 millioner kroner til 143,8 millioner kroner årligt, som blev begrundet med at økonomien ikke havde "afspejlet samfundsudviklingen siden 1972".
Pr. maj 2024 modtager Kong Frederik ca. 15,4 millioner kroner årligt i rammebeløb (årpenge) fra den overordnede statsydelse (apanage). Dronning Mary har ikke en særskilt årpengeordning, men er i stedet omfattet af kongens årpenge. Kronprins Christian vil få udbetalt syv millioner årligt, hvor fire millioner vil komme fra hans far, Kong Frederiks årpenge, mens de resterende tre millioner vil komme fra staten. Kronprins Christian vil først få udbetalt årpenge, når han flytter i egen bolig og får personale. Kronprinsen er den eneste af de fire kongebørn, der vil modtage årpenge. De medlemmer af den kongelige familie, som modtager årpenge, skal ikke betale indkomstskat, registreringsafgift og grøn ejerafgift.
Øvrige medlemmer af kongehuset, der pr. maj 2024 modtager årpenge er Dronning Margrethe (12 millioner årligt til sine udgifter til personale og bolig), Prinsesse Benedikte (1,4 millioner årligt) og Prins Joachim (4 millioner kroner årligt).